# Florian Sénéchal
Florian Sénéchal (* 10. Juli 1993 in Cambrai) ist ein französischer Radrennfahrer.

## Karriere

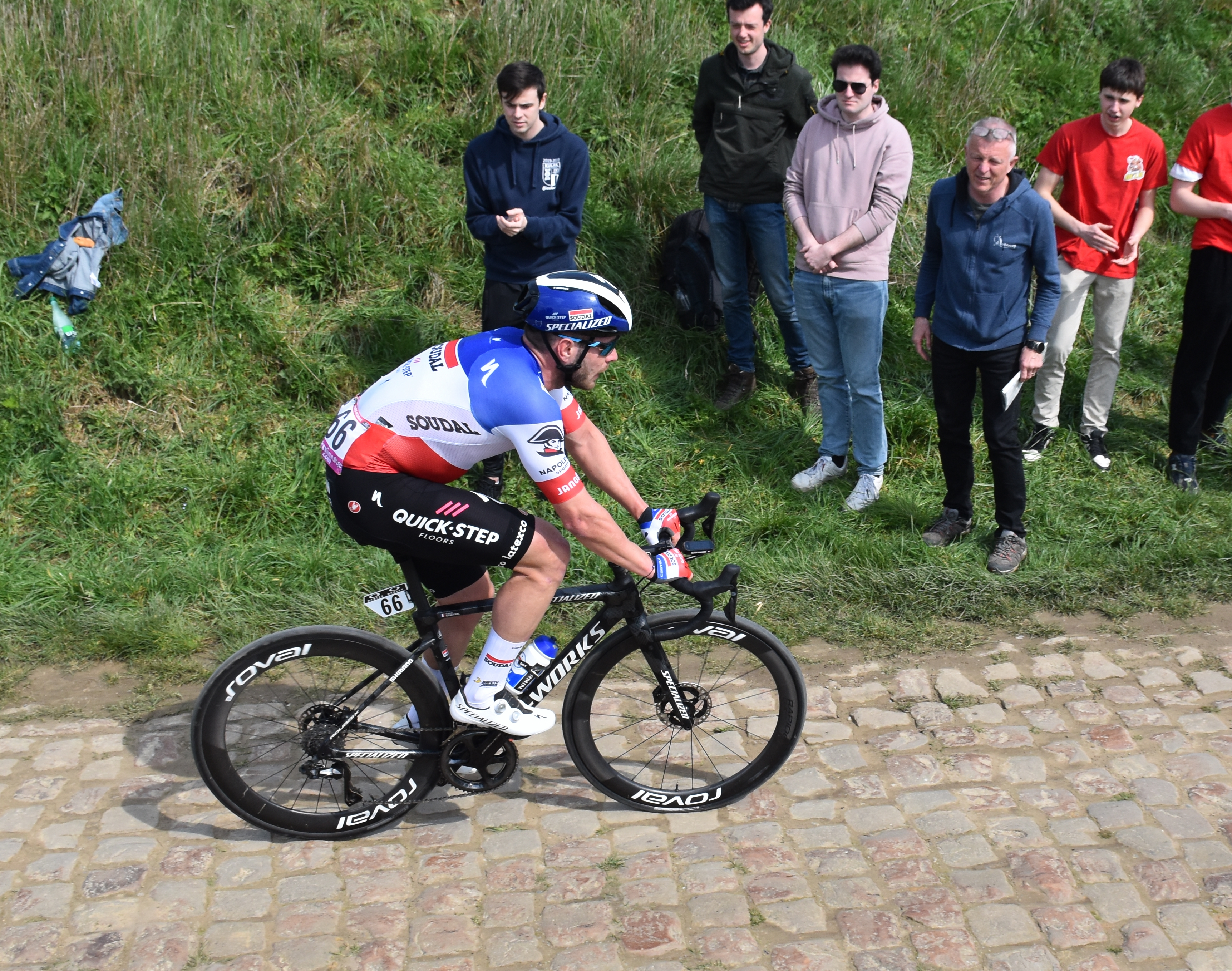
Florian Sénéchal (Paris–Roubaix 2023)

Nachdem Sénéchal 2011 Paris–Roubaix Juniors gewonnen hatte, fuhr er im Erwachsenenbereich 2012 als Stagiaire bei Omega Pharma-Quick Step und 2013 bei dessen Farmteam Etixx, für das er die Gesamtwertung von Okolo Jižních Čech gewann. In Polen gewann er das Eintagesrennen Memoriał Henryka Łasaka.
2014 wechselte Senechal zu Cofidis, Solutions Crédits. Am Anfang des Jahres 2014 wurde er bester Nachwuchsfahrer der La Tropicale Amissa Bongo in Gabun, wo er gleichzeitig Gesamtachter wurde. 2015 wurde er Dritter bei Tro-Bro Leon und bestritt mit der Tour de France 2015 seine erste Grand Tour, die er als 135. beendete. 2016 erreichte er je einen dritten Rang bei Dwars door het Hageland und bei Le Samyn.
Senechal schloss sich 2018 Quick-Step Floors an und wurde Zweiter bei GranPiemonte und jeweils Dritter beim Grand Prix d’Isbergues und bei Dwars door West-Vlaanderen. Er gewann 2019 mit Le Samyn sein erstes Eintagesrennen der ersten UCI-Kategorie. Es folgte 2020 der Sieg beim Druivenkoers Overijse und mit dem zweiten Rang bei Gent-Wevelgem und dem dritten Rang bei der Bretagne Classic Ouest-France erstmals vordere Platzierungen in Rennen der UCI WorldTour, dem 2021 ein zweiter Rang bei der E3 Saxo Bank Classic folgte. Sein bis dahin größter Erfolg gelang ihm auf der 13. Etappe der Vuelta a España 2021, als er im Massensprint gewann, nachdem der eigentlich als Sprintkapitän vorgesehene Teamkollege Fabio Jakobsen das Tempo des Sprintzugs nicht halten konnte. Im Straßenrennen der Weltmeisterschaften 2021 wurde er Neunter.

## Erfolge
2011
- Paris–Roubaix Juniors

2013
- Gesamtwertung, eine Etappe und Punktewertung Okolo Jižních Čech
- Memoriał Henryka Łasaka

2014
- Nachwuchswertung La Tropicale Amissa Bongo

2019
- Le Samyn

2020
- Druivenkoers

2021
- eine Etappe Vuelta a España
- Primus Classic

2022
- Französischer Meister – Straßenrennen

## Wichtige Platzierungen
| Grand Tour            | 2014 | 2015 | 2016 | 2017 | 2018 | 2019 | 2020 | 2021 | 2022 | 2023 | 2024 |
| --------------------- | ---- | ---- | ---- | ---- | ---- | ---- | ---- | ---- | ---- | ---- | ---- |
| Giro d’ItaliaGiro     | –    | –    | –    | –    | 135  | DNF  | –    | –    | –    | –    | –    |
| Tour de FranceTour    | –    | 135  | –    | 161  | –    | –    | –    | –    | 106  | –    | –    |
| Vuelta a EspañaVuelta | –    | –    | DNF  | –    | –    | –    | –    | 118  | –    | –    | –    |

| Monument                 | 2014 | 2015 | 2016 | 2017 | 2018 | 2019 | 2020 | 2021 | 2022 | 2023 | 2024 |
| ------------------------ | ---- | ---- | ---- | ---- | ---- | ---- | ---- | ---- | ---- | ---- | ---- |
| Mailand–Sanremo          | –    | 75   | –    | 173  | –    | –    | –    | –    | 14   | 76   | –    |
| Flandern-Rundfahrt       | DNF  | 90   | –    | 40   | 44   | –    | 12   | 9    | 38   | DNF  | 62   |
| Paris–Roubaix            | 48   | 17   | 26   | 12   | DNF  | 6    | –    | 71   | 13   | 63   | 60   |
| Lüttich–Bastogne–Lüttich | –    | –    | –    | –    | –    | –    | –    | –    | –    | –    | –    |
| Lombardei-Rundfahrt      | –    | –    | –    | –    | DNF  | –    | –    | –    | –    | –    |      |